# Baddiewinkle
Helen Ruth Elam (nacida el 18 de julio de 1928), más conocida como Baddiewinkle o Baddie Winkle, es una personalidad de internet estadounidense. Elam nació en Hazard, Kentucky. Se convirtió en una sensación del internet a los ochenta y cinco años. Su lema de las redes sociales—"Stealing Your Man Since 1928"—se ha convertido en un dicho popular[cita requerida] en adolescentes y adultos jóvenes. Es conocida por su humor y por luchar contra la discriminación por edad a través de su estilo personal y sus mensajes, caracterizados por llevar ropa excéntrica, promover la legalización de la marihuana medicinal, y su insinuación. Winkle es una activista e influyente cuya autoexpresión es una declaración de desaprobación de la industria de la belleza y de las falsas limitaciones que impone a las personas, y especialmente a las mujeres. Tiene millones de seguidores y vistas en las redes sociales, donde publica fotos y vídeos de sí misma, a menudo con ropa sugerente con estampados peculiares, o con poca ropa para fomentar la positividad corporal y la celebración de los físicos de los adultos mayores.

## Carrera
Winkle ha reunido seguidores después de recibir inicialmente la ayuda de su bisnieta, Kennedy Lewis, para subir una imagen a  Twitter, mientras llevaba la ropa de su bisnieta. Posteriormente fue seguida por Rihanna,y ahora cuenta con seguidores en todo el mundo. En 2015 alcanzó el millón de seguidores en Instagram. Actualmente vive en Knoxville, Tennessee, y ha aparecido en The Today Show, Australia.
En 2015, Grit Creative Group la utilizó como imagen de la campaña de lanzamiento de su página web, en la que se vistió de Kurt Cobain, Kate Moss y otros. Baddie ayudó a iniciar la segunda temporada del programa Candidly Nicole de Nicole Richie en VH1. También apareció en la alfombra roja de la promoción de Netflix de Orange Is the New Black. Asistió a los MTV Video Music Awards en 2015 como invitada de Miley Cyrus y MTV. Además, en 2015 Baddiewinkle también protagonizó el videoclip "Ain't Too Cool" de LunchMoney Lewis.
En 2016, participó en un anuncio nacional de Smirnoff ICE Electric Flavors como parte de su campaña "Keep It Moving". En agosto de 2016 fue invitada al programa "Ridiculousness" de MTV. Sigue divirtiendo con sus fotos, vídeos y colaboraciones con marcas y personajes conocidos. La revista Time incluyó a Winkle en su lista de las "30 Most Influential People on the Internet" en marzo de 2016. Winkle también fue nombrada "Instagrammer of the Year" en los Octavos Premios Anuales Shorty el 11 de abril de 2016. En 2016 la marca de moda Missguided anunció a Baddie Winkle como portavoz de su campaña navideña.
Winkle apareció en su primer anuncio nacional para Smirnoff ICE Electric Flavors como parte de la campaña "Keep It Moving" de la empresa en 2016. En 2016 protagonizó el vídeo musical de Fergie "Life Goes On". En 2017, Winkle publicó su primer libro titulado, Baddiewinkle's Guide to Life. En 2019, Winkle colaboró con INC.redible Cosmetics. Winkle fue el rostro de la gama Blonde Hydration de la marca de cuidado capilar Aussie en 2020. Baddie se asoció con Tillamook Ice Cream para presentar su campaña en 2021. Apareció en la campaña publicitaria de Sally Beauty que se centraba en la autoexpresión y el empoderamiento a través del pelo de colores brillantes.